# Villecomtal

Villecomtal este o comună în departamentul Aveyron din sudul Franței. În 1 ianuarie 2022 avea o populație de 426 de locuitori.